# Zonsverduistering van 8 april 2024
De totale zonsverduistering van maandag 8 april 2024 bewoog zich in een lange strook op het vasteland voort over de landen Mexico, Verenigde Staten en Canada.

## Lengte

### Maximum
Het punt met maximale totaliteit lag in Mexico tussen de steden Bermejillo en San Martin en duurde 4 minuten en 28,1 seconden.

### Limieten
| Fenomeen                    | Code | Tijdstip UTC |
| --------------------------- | ---- | ------------ |
| Eerste contact bijschaduw   | P1   | 14:42:07.0   |
| Eerste contact kernschaduw  | U1   | 16:38:44.4   |
| Kernschaduw compleet vanaf  | U2   | 16:41:01.7   |
| Bijschaduw compleet vanaf   | P2   | 17:44:52.8   |
| Maximum eclips              | GE   | 18:17:13.1   |
| Bijschaduw compleet t/m     | P3   | 18:49:07.4   |
| Kernschaduw compleet t/m    | U3   | 19:53:13.9   |
| Laatste contact kernschaduw | U4   | 19:55:29.1   |
| Laatste contact bijschaduw  | P4   | 20:52:13.8   |

## Zichtbaarheid
Onderstaand overzicht toont in chronologische volgorde per land de gebieden waarin de totale verduistering te zien was:

### Mexico
| Plaats          | Max     | Code    | Plaats          | Max     | Code    | Plaats                | Max     | Code    | Plaats               | Max                  | Code                 | Plaats           | Max       | Code      |
| Nayarit         | Nayarit | Nayarit | Sinaloa         | Sinaloa | Sinaloa | Durango               | Durango | Durango | Coahuila de Zaragoza | Coahuila de Zaragoza | Coahuila de Zaragoza | Chihuahua        | Chihuahua | Chihuahua |
| --------------- | ------- | ------- | --------------- | ------- | ------- | --------------------- | ------- | ------- | -------------------- | -------------------- | -------------------- | ---------------- | --------- | --------- |
| Playa Novillero | 1m35s   | ZV      | Teacapan        | 2m49s   |         | El Salto              | 4m23s   |         | Torreon              | 4m09s                |                      | De Palomas       | 1m27s     | NV        |
| El Tacote       | 1m31s   |         | Isla del Bosque | 3m43s   |         | Santa Maria de Otaez  | 0m34s   | NP      | Matamoros            | 3m48s                |                      | South-East point | 3m02s     |           |
| El Rosario      | 1m51s   |         | Esquinapa       | 4m03s   |         | Durango               | 3m50s   |         | Guimbalete           | 0m50s                | NP                   |                  |           |           |
| Quivequinta     | 1m23s   |         | Villa Union     | 4m26s   |         | Nombre de Dios        | 0m44s   | ZP      | Cuatrocienegas       | 4m16s                |                      |                  |           |           |
| Los Veranos     | 0m50s   | ZV      | Mazatlan        | 4m17s   |         | Santiago Paspasquiaro | 2m36s   | NV      | Monclova             | 2m19s                | ZV                   |                  |           |           |
|                 |         |         | Copala          | 4m27s   | CL      | San Lucas de Ocampo   | 4m27s   | CL      | Sabinas              | 4m13s                |                      |                  |           |           |
|                 |         |         |                 |         |         | Nazas                 | 4m28s   | CM      |                      |                      |                      |                  |           |           |

### Verenigde Staten
| Plaats       | Max          | Code         | Plaats      | Max      | Code     | Plaats         | Max      | Code     | Plaats         | Max           | Code          | Plaats            | Max       | Code      |
| Texas        | Texas        | Texas        | Oklahoma    | Oklahoma | Oklahoma | Arkansas       | Arkansas | Arkansas | Missouri       | Missouri      | Missouri      | Tennessee         | Tennessee | Tennessee |
| ------------ | ------------ | ------------ | ----------- | -------- | -------- | -------------- | -------- | -------- | -------------- | ------------- | ------------- | ----------------- | --------- | --------- |
| San Antonio  | 2m30s        | ZP           | Hugo        | 3m20s    |          | Texarkana      | 2m39s    | ZV       | West Plains    | 3m02s         | NV            | Cates             | 0m31s     | ZP        |
| Austin       | 2m34s        | ZP           | Antlers     | 1m53s    | NV       | Hot Springs    | 3m37s    |          | Doniphan       | 4m12s         | CL            |                   |           |           |
| Waco         | 4m13s        |              | Wright City | 4m02s    |          | Ola            | 4m17s    | CL       | Poplar Bluff   | 4m08s         |               |                   |           |           |
| Brandon      | 4m23s        | CE           | Broken Bow  | 4m16s    |          | Russellville   | 4m12s    |          | Dexter         | 3m51s         |               |                   |           |           |
| Fort Worth   | 2m31s        | NV           | Battiest    | 3m32s    |          | Conway         | 3m53s    |          | Farmington     | 2m31s         | NV            |                   |           |           |
| Dallas       | 3m54s        |              | Talihina    | 0m59s    | NP       | Clinton        | 4m15s    | CL       | Jackson        | 4m09s         | CL            |                   |           |           |
| Mt Pleasant  | 3m54s        |              | Poteau      | 1m13s    | NP       | Jonesboro      | 2m23s    | ZV       | Cape Girardeau | 4m06s         |               |                   |           |           |
| Kentucky     | Kentucky     | Kentucky     | Illinois    | Illinois | Illinois | Indiana        | Indiana  | Indiana  | Ohio           | Ohio          | Ohio          | Michigan          | Michigan  | Michigan  |
| Bardwell     | 1m59s        | ZV           | Carbondale  | 4m08s    |          | Vincennes      | 4m05s    | CL       | Cincinnati     | 0m59s         | ZP            | Temperance        | 0m35s     | NP        |
| La Center    | 2m57s        |              | Marion      | 4m07s    |          | Terre Haute    | 2m55s    | NV       | Dayton         | 2m42s         | ZV            | Luna Pier         | 0m39s     | NP        |
| Paducah      | 1m35s        | ZP           | Benton      | 4m06s    |          | Bloomington    | 4m02s    |          | Columbus       | 0m59s         | ZP            |                   |           |           |
| Marion       | 0m45s        | ZP           | Fairfield   | 4m03s    |          | Scottsburg     | 1m02s    | ZP       | Marion         | 3m35s         |               |                   |           |           |
| Sturgis      | 2m16s        | ZV           | Albion      | 4m06s    | CL       | Columbus       | 3m45s    |          | Norwalk        | 3m54s         | CL            |                   |           |           |
| Morganfield  | 2m47s        |              | Marshall    | 2m35s    | NV       | Indianapolis   | 3m56s    |          | Toledo         | 1m40s         | NV            |                   |           |           |
| Henderson    | 2m32s        | ZV           | Hamletsburg | 1m04s    | ZV       | Marion         | 2m10s    | NV       | Cleveland      | 3m49s         |               |                   |           |           |
| Pennsylvania | Pennsylvania | Pennsylvania | New York    | New York | New York | Vermont        | Vermont  | Vermont  | New Hampshire  | New Hampshire | New Hampshire | Maine             | Maine     | Maine     |
| Hermitage    | 0m55s        | ZP           | Buffalo     | 3m45s    | CL       | Burlington     | 3m16s    |          | Lancaster      | 0m58s         | ZV            | Rangeley          | 2m25s     |           |
| Meadville    | 2m37s        |              | Rochester   | 3m39s    |          | St Albans Town | 3m33s    | CL       | Northumberland | 1m37s         |               | Jackman           | 3m26s     |           |
| Editboro     | 3m20s        |              | Syracuse    | 1m29s    | ZV       | Montpelier     | 1m42s    | ZV       | Colebrook      | 3m00s         |               | Shin Pond Village | 3m23s     | CL        |
| Waterford    | 3m20s        |              | Watertown   | 3m39s    | CL       | Richport       | 3m32s    | CL       | Pittsburg      | 3m15s         |               | Lee               | 0m30s     | ZP        |
| Erie         | 3m43s        |              | Rome        | 1m41s    | ZP       | Jay            | 3m31s    |          | The Glen       | 3m16s         |               | Westmanland       | 0m49s     | NV        |
| North East   | 3m42s        |              | Potsdam     | 3m11s    |          | Newport        | 3m26s    |          | Milan          | 0m19s         | ZP            | Presque Isle      | 2m49s     |           |
| Warren       | 0m53s        | ZP           | Plattsburgh | 3m33s    |          | Canaan         | 3m14s    |          | Errol          | 2m12s         |               | Caribou           | 2m07s     |           |

### Canada
| Plaats               | Max                  | Code                 | Plaats              | Max         | Code        | Plaats                   | Max                      | Code                     |
| Ontario              | Ontario              | Ontario              | Québec              | Québec      | Québec      | New Brunswick            | New Brunswick            | New Brunswick            |
| -------------------- | -------------------- | -------------------- | ------------------- | ----------- | ----------- | ------------------------ | ------------------------ | ------------------------ |
| Chatham Kent         | 1m00s                | NP                   | Sal.Valleyfield     | 2m05s       |             | Hartland                 | 3m21s                    |                          |
| Tillsonburg          | 2m02s                | NV                   | Montreal            | 2m15s       | NP          | Fredericton              | 2m18s                    |                          |
| Hamilton             | 1m49s                |                      | St Jean Richelieu   | 2m52s       |             | Oromocto                 | 1m20s                    | ZV                       |
| St Catharines        | 3m14s                |                      | Granby              | 3m02s       |             | Doaktown                 | 3m17s                    |                          |
| Niagara Falls        | 3m30s                |                      | Sherbrooke          | 3m25s       |             | Blackville               | 3m18s                    | CL                       |
| Belleville           | 2m01s                | NV                   | Victoriaville       | 0m51s       | NP          | Miramichi                | 3m08s                    |                          |
| Kingston             | 3m03s                |                      | La Patrie           | 3m29s       | CL          | Shediac                  | 0m45s                    | ZP                       |
| Prince Edward Island | Prince Edward Island | Prince Edward Island | Nova Scotia         | Nova Scotia | Nova Scotia | Newfoundland en Labrador | Newfoundland en Labrador | Newfoundland en Labrador |
| West Cape            | 2m57s                |                      | Meat Cove           | 1m32s       |             | Codroy                   | 3m05s                    | CL                       |
| Alberton             | 3m03s                |                      | Capstick            | 1m15s       | ZV          | Stephenville             | 2m07s                    |                          |
| Tignish              | 3m11s                |                      | St Margaret Village | 1m01s       | ZV          | Burgeo                   | 2m16s                    |                          |
| Poplar Grove         | 2m40s                |                      | Cabot Landing Park  | 0m08s       | ZP          | Millertown               | 1m59s                    |                          |
| Summerside           | 1m02s                | ZV                   | Bay St Lawrence     | 1m09s       | ZV          | Clarenville              | 2m32s                    |                          |
| Kensington           | 1m14s                | ZV                   |                     |             |             | Sunnyside                | 1m11s                    | ZV                       |
| North Rustico        | 0m37s                | ZV                   |                     |             |             | Elliston                 | 2m54s                    | CL                       |

### Codelegenda
| Gebied         | Afkorting | Uitleg |
| -------------- | --------- | --- |
| Centrale lijn  | CL        | Deze plaats ligt op de centrale lijn, voor een waarnemer op deze lijn schuift de maan exact in het midden voor de zon langs. De totaliteitsduur is noordwaarts of zuidwaarts op korte afstand al veel korter.                                     |
| Centrale lijn  | CM        | Deze plaats ligt op de centrale lijn het dichtst bij het maximale punt van 4m28,0s. |
| Centrale lijn  | CE        | Deze plaats ligt op de centrale lijn het meest oostelijk in het max. minus 5 sec. gebied. |
| Nabij zonerand | NV        | Deze plaats ligt nabij de noordelijke zonerand, hier is totaliteit waarneembaar, maar verder zuidwaarts duurt de totaliteit langer. |
| Nabij zonerand | ZV        | Deze plaats ligt nabij de zuidelijke zonerand, hier is totaliteit waarneembaar, maar verder noordwaarts duurt de totaliteit langer. |
| Op zonerand    | NP        | Deze plaats ligt op de noordelijke zonerand, in het noordelijk deel van deze plaats is geen totaliteit waarneembaar. In het zuiden van deze plaats is wel totaliteit waarneembaar, maar verder zuidwaarts duurt de totaliteit aanzienlijk langer. |
| Op zonerand    | ZP        | Deze plaats ligt op de zuidelijke zonerand, in het zuidelijk deel van deze plaats is geen totaliteit waarneembaar. In het noorden van deze plaats is wel totaliteit waarneembaar, maar verder noordwaarts duurt de totaliteit aanzienlijk langer. |

## Afbeeldingen

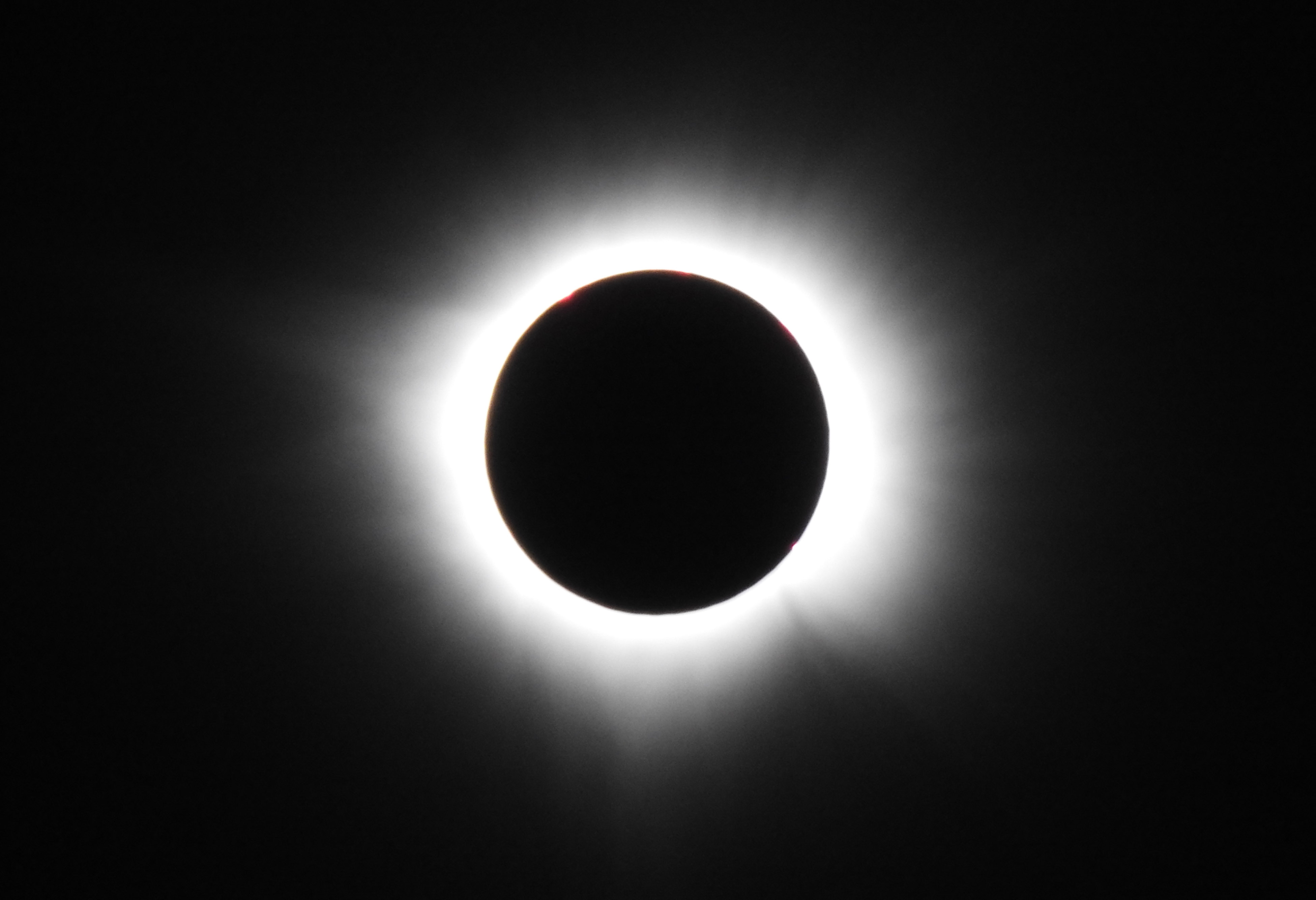
De zonsverduistering, waargenomen in Dallas.
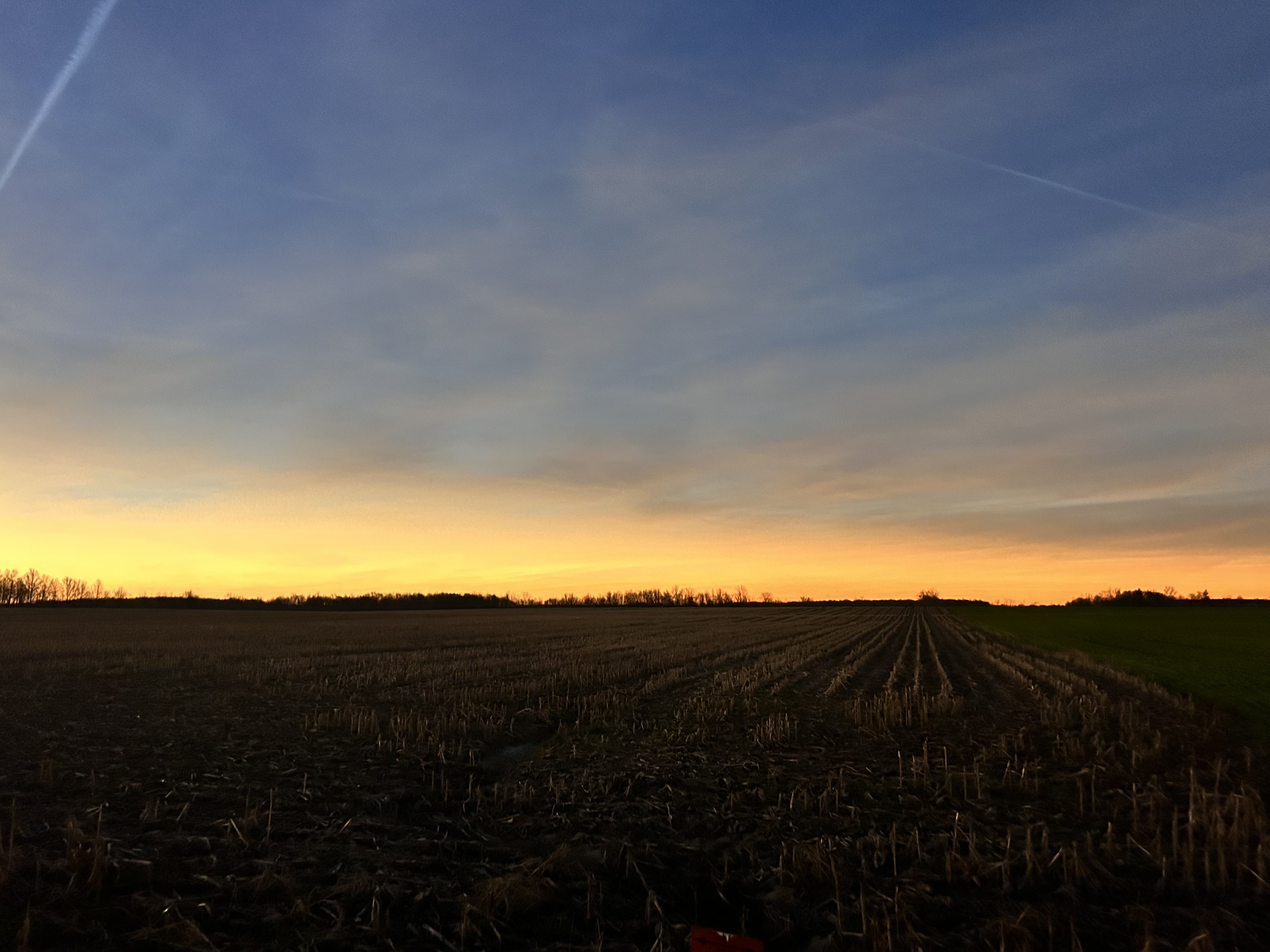
Totaliteit in Ohio.
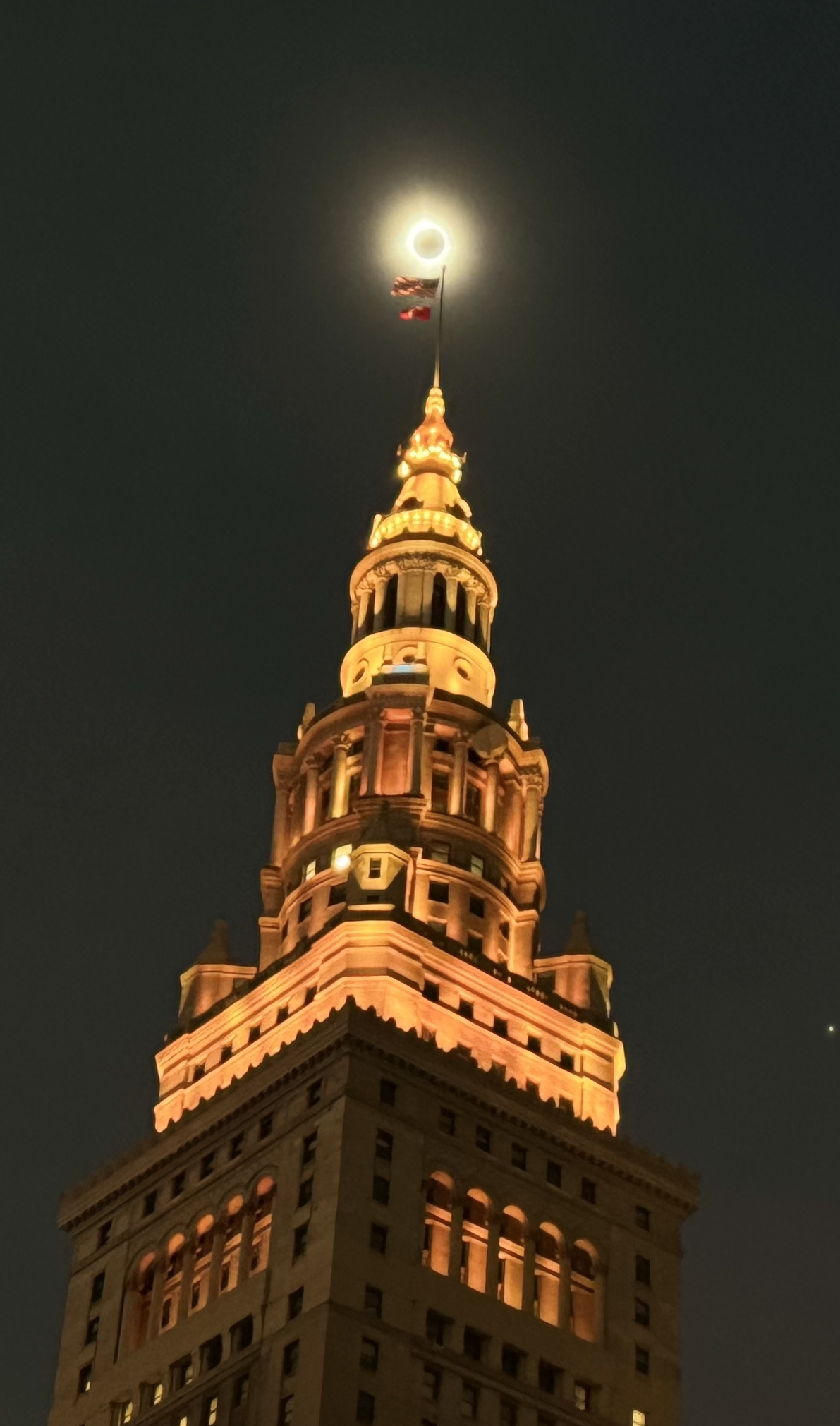
Volledige zonsverduistering in Cleveland.